# Oldalfala
Oldalfalva (másképpen Oldalfala, régi nevén Szentlélekfalva, szlovákul Stránska) község Szlovákiában, a Besztercebányai kerület Rimaszombati járásában.

## Fekvése
Tornaljától 5 km-re délnyugatra, a Turóc partján fekszik Szlovákia délkeleti részén.

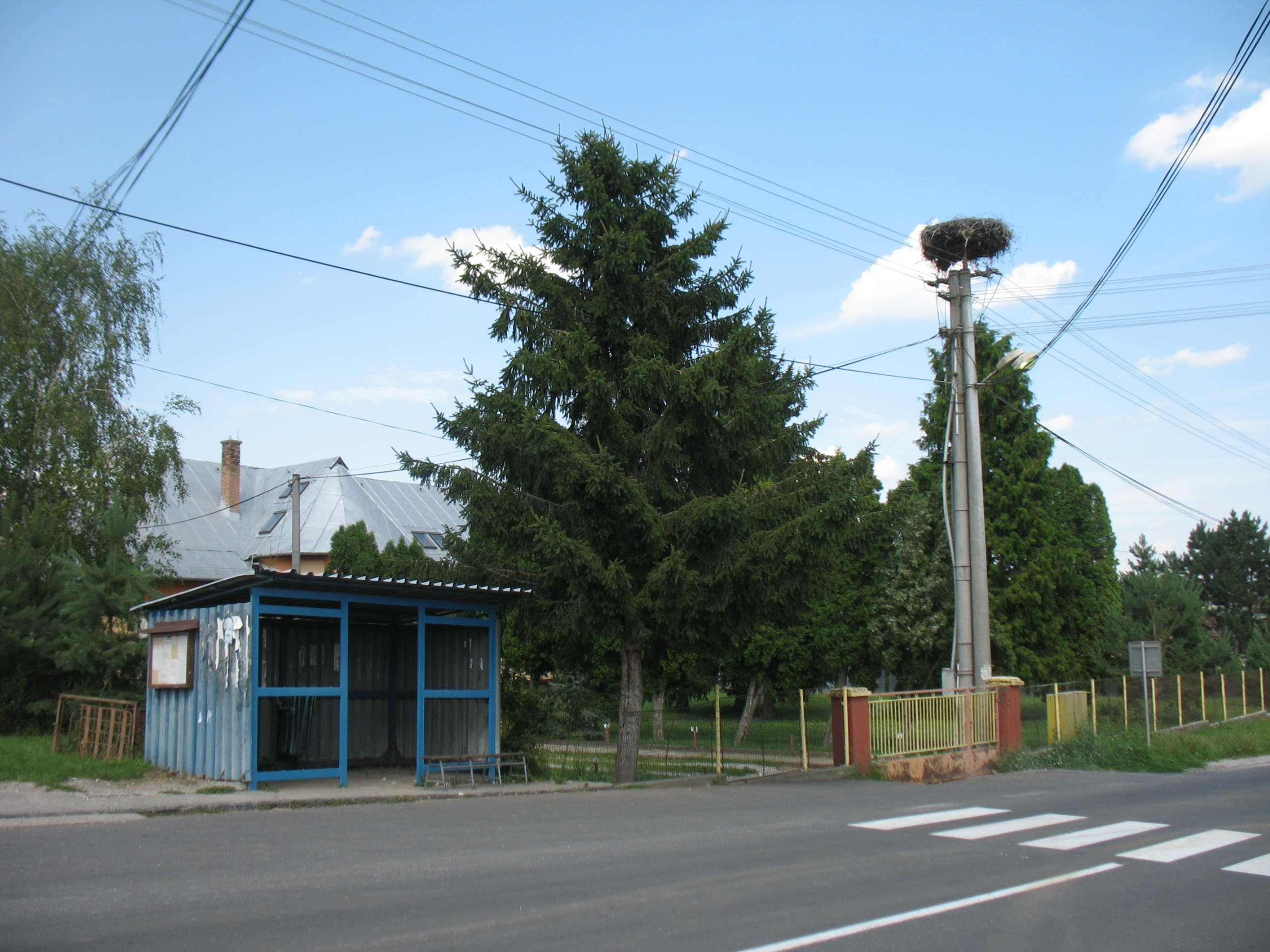
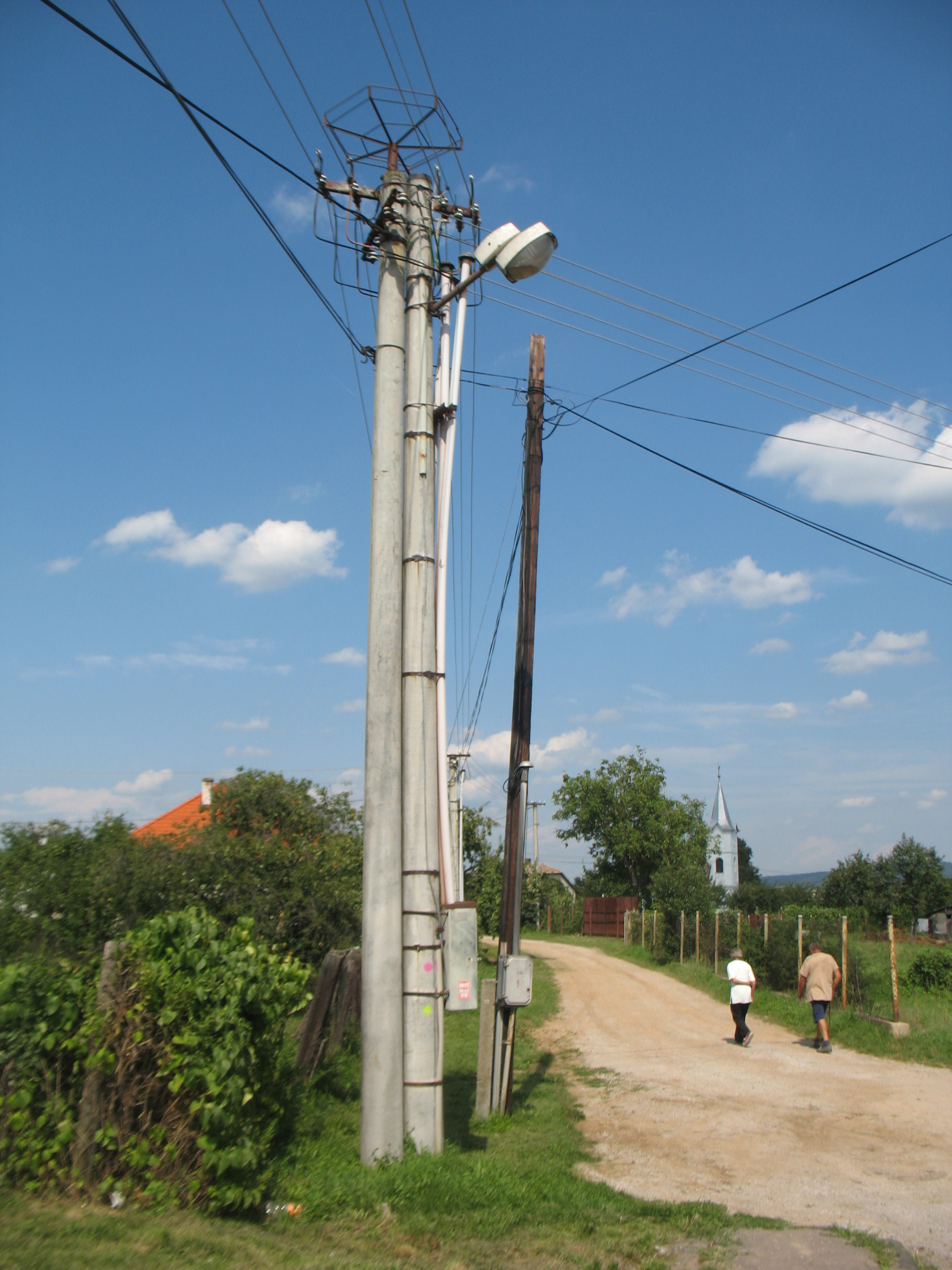

A faluban egy gólyafészek és egy alátét található. 2014-ben 5 fiókát számoltak össze.

## Története
A települést még „Sanctus Spiritus" azaz Szentlélek néven 1332-ben a pápai tizedjegyzékben említik először, de valószínűleg sokkal régebbi. 1335-ben még „Zenthleluk", „Zenthlelek", de 1773-ban már „Odolfalva" néven szerepel az írott forrásokban.
Kezdetben a Zách család birtoka volt, majd 1335-től a Székely családé, később már több nemes család tulajdonában állt. 1556-ban felégette a török, majd 1682-ben a török ellen vonuló lengyel csapatok teljesen elpusztították. 1750-ig puszta volt, ekkor telepítették újra. 1773-ban 8 jobbágy és 2 zsellércsalád élt a településen.
A 18. század végén Vályi András így ír róla: „ODALFALVA. Máskép Sz. Lélekfalva. Magyar falu Gömör Várm. földes Urai Pletrik, és Sz. Miklósi Uraságok, lakosai többnyire reformátusok, fekszik Bejétől és Fügétől is 1/2 órányira, kis dombon, réttye, ’s három nyomásbéli, földgye termékeny, legelője elég, tűzi fája van, de épűletre való nélkűl szűkölködik, piatzozása 4 1/2 mértföldnyire Rozsnyón van."
1828-ban 40 házában 280 lakos élt, akik főként mezőgazdasággal foglalkoztak. Közelében csalták tőrbe és gyilkolták meg a labancok Visnyay kuruc kapitányt. 1848-ban határában csata zajlott a honvédsereg és a császári csapatok között.
A 19. század közepén Fényes Elek eképpen írja le: „Oldalfala, helység, Gömör vmegyében, a Rimaszombatból Tornalja s Rosnyó felé vivő országut mellett, Beje és Füge közt fekszik. Van a reformatusoknak templomjok. – A lakosok száma 328-ra megy, ezek közül 210 reform., 30 evang. férfi és 28 asszony, mindnyájan eredeti születésü magyarok. Van benne 4 7/8 urbéri és 6 1/3 majorsági telek, 15 zsellér; legelő és erdő 165 hold, szántófölde mindent megterem, rétje jó takarmányt ad. Van a helység keleti oldalán folyó Thurócz folyamán egy malma. F. u. Fáy és Fojgel urakon kivül ns Csiszár és Pongó családok."
Gömör-Kishont vármegye monográfiájában pedig ezt olvashatjuk róla: „Oldalfala, túróczmenti magyar kisközség, körjegyzőségi székhely, 91 házzal és 409 ev. ref. vallású lakossal. Az idők folyamán a Fáy, Csiszár, Pongó, Szathmáry-Király és a Dobozy családok voltak a földesurai, most pedig Fáy Antalnak és Bay Barnabásnak van itt nagyobb birtoka és az előbbinek úrilaka is, melyet a Szathmáry-Király család építtetett. 1876-ban az egész községet tűz pusztította el. 1848-ban a magyarok és az osztrák csapatok között itt ütközet volt. Az ev. ref. templom 1800-ban épült. Ide tartozik Vidakisfalud puszta. A község postája Füge, távírója és vasúti állomása Tornallya."
A trianoni diktátumig Gömör-Kishont vármegye Tornaljai járásához tartozott. 1938 és 1945 között ismét Magyarország része volt.

## Népessége
| Év:            | 1994. | 2004.   | 2014.   | 2024.   |
| -------------- | ----- | ------- | ------- | ------- |
| Emberek száma: | 314   | 318     | 343     | 367     |
| Eltérés:       |       | +1,27 % | +7,86 % | +6,99 % |

| Év:            | 2023. | 2024.   |
| -------------- | ----- | ------- |
| Emberek száma: | 363   | 367     |
| Eltérés:       |       | +1,10 % |

1910-ben 410-en, túlnyomórészt magyarok lakták.
2001-ben 334 lakosából 182 szlovák és 151 magyar.
2011-ben 344 lakosából 162 szlovák, 133 magyar és 28 roma.

## Híres emberek
- Itt született 1949. november 2-án Pongó István nyelvész, germanista.

## Nevezetességei
- 1931-ben épült Református templom.
- 1899-ből származó klasszicista kastély, amely a Szatmáry-Király nemesi család, majd a Bay család tulajdonában volt. 1951 óta gyermekotthon működik ebben az épületben.

## Képtár

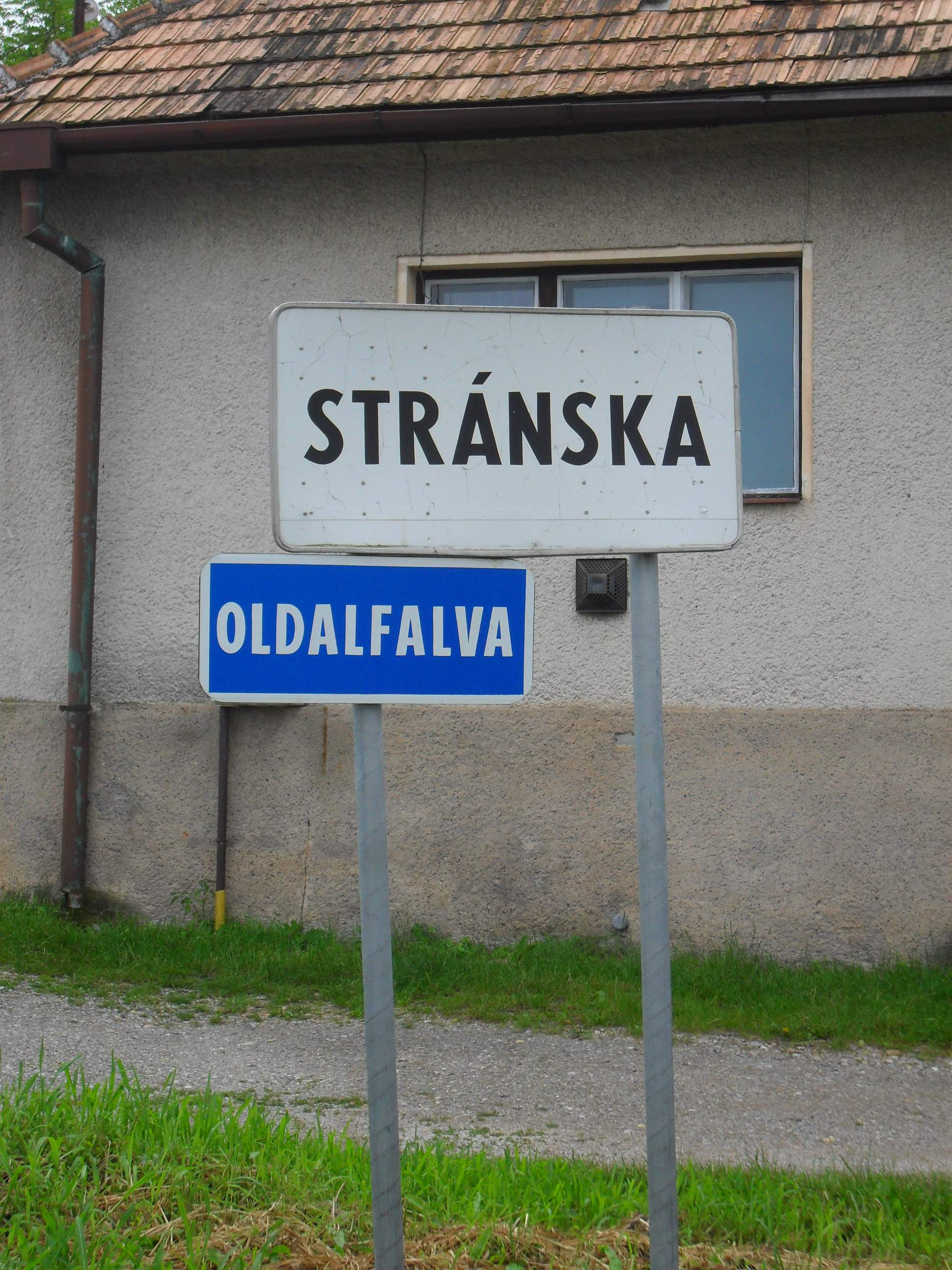
Kétnyelvű helységnévtábla
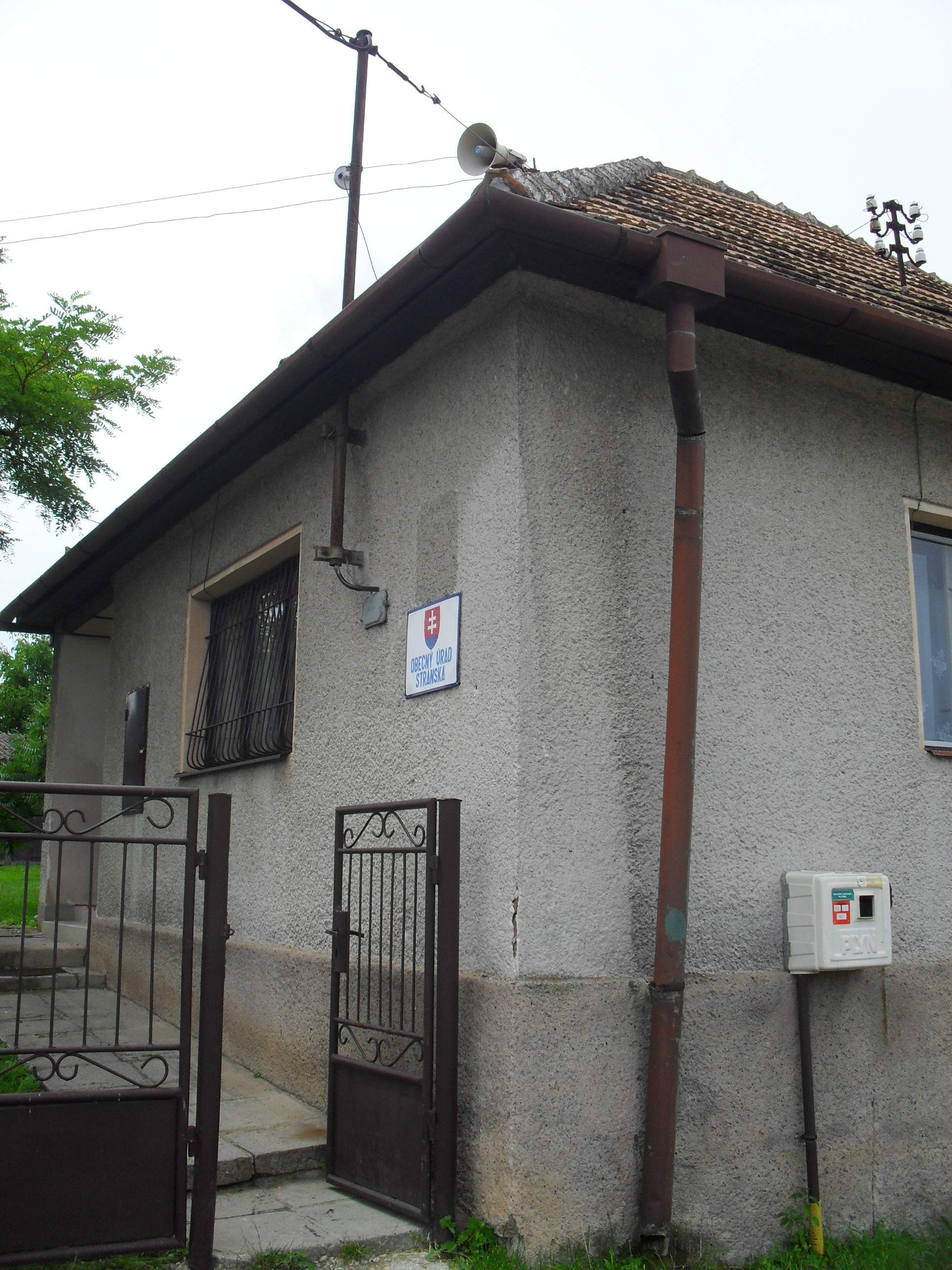
Községi hivatal
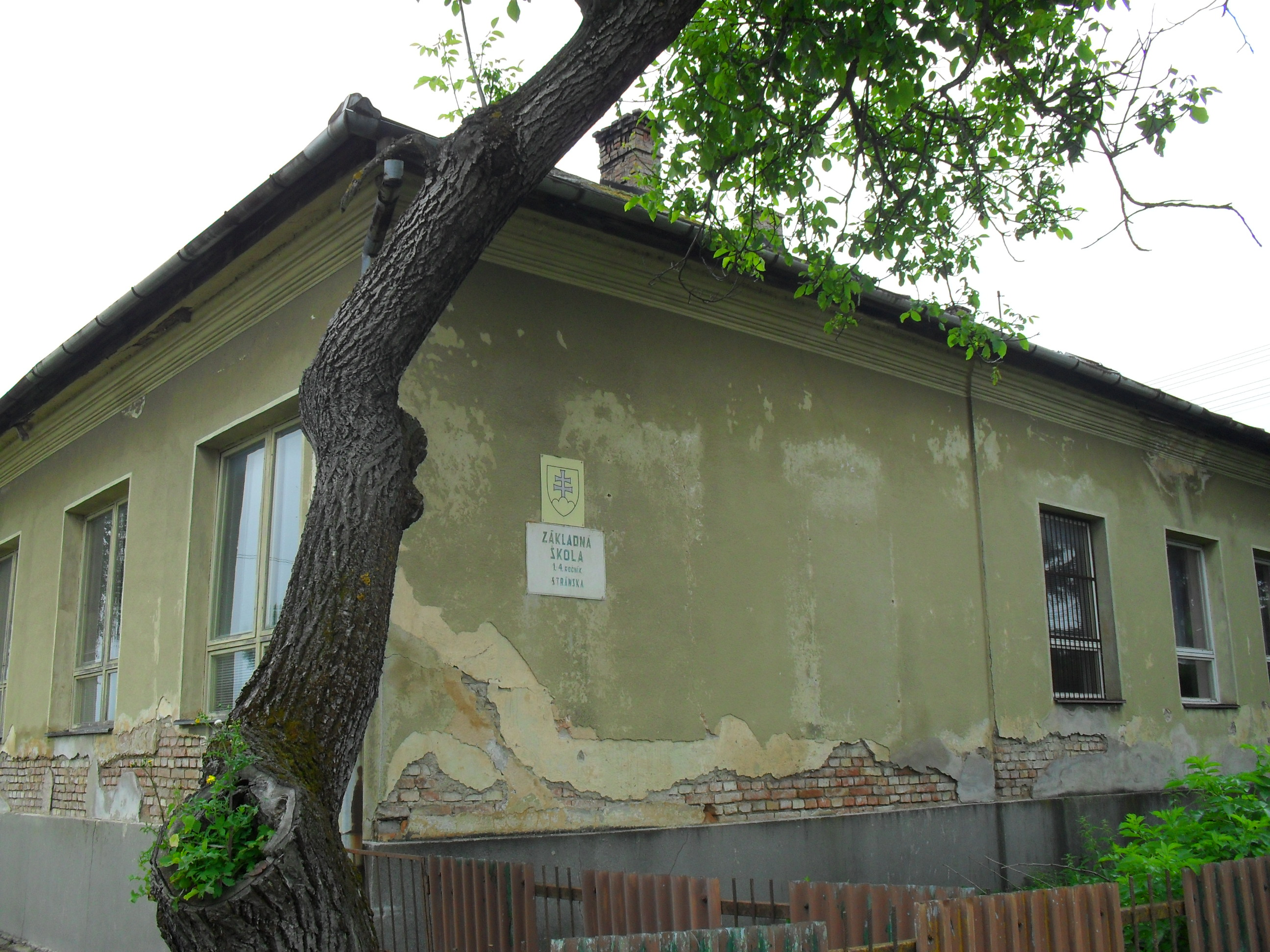
Volt alapiskola
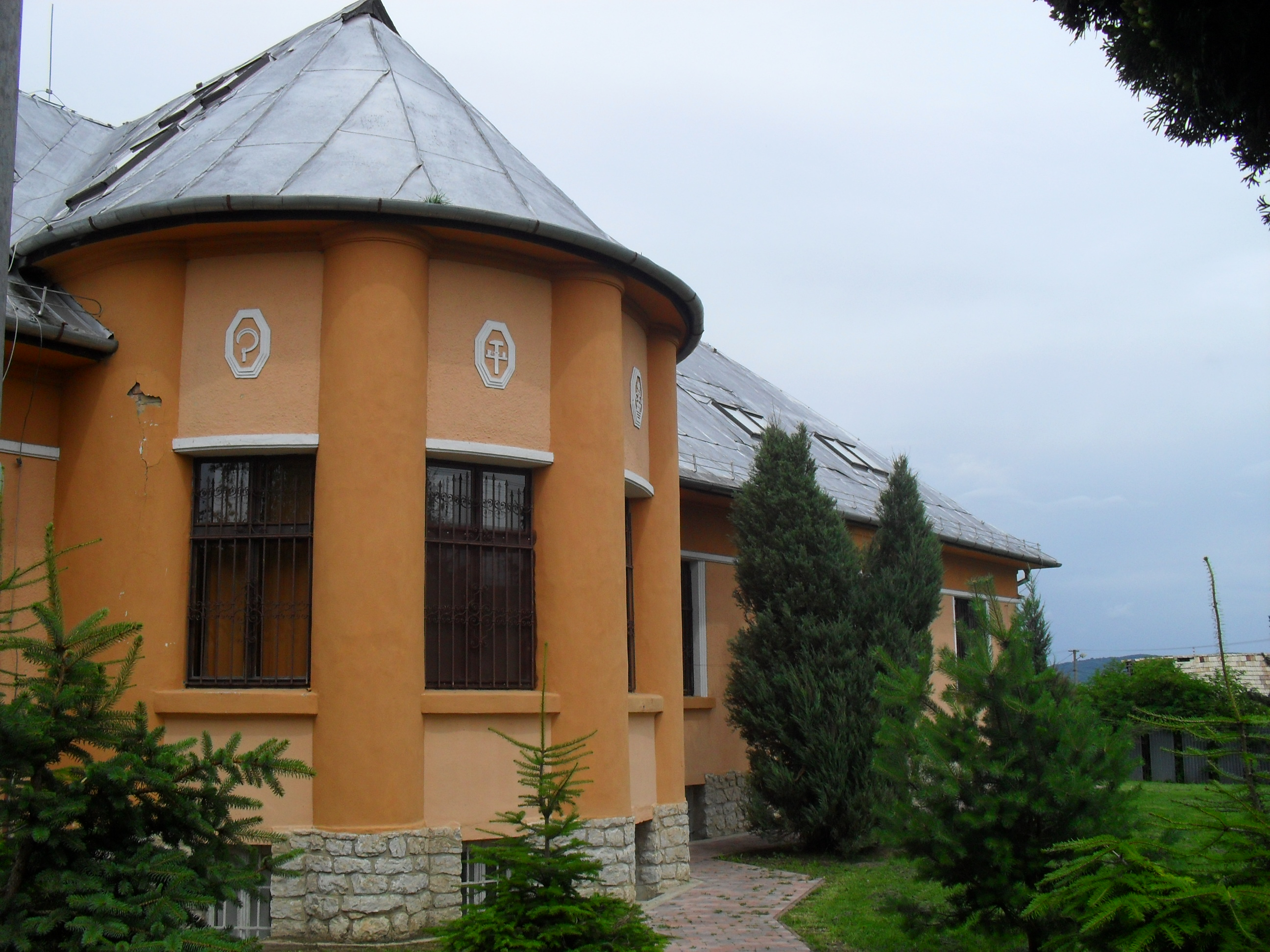
Gyermekotthon
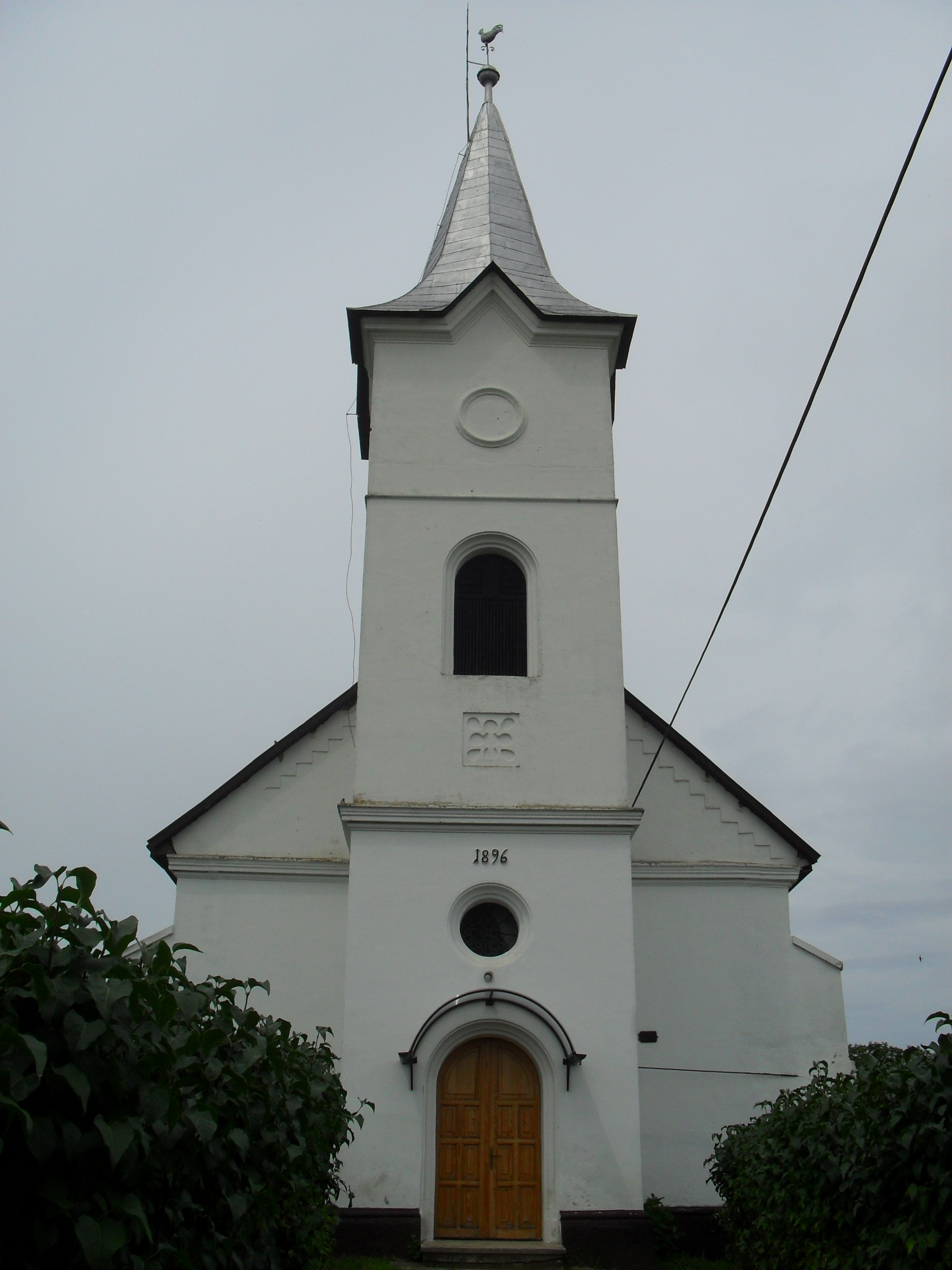
Református templom
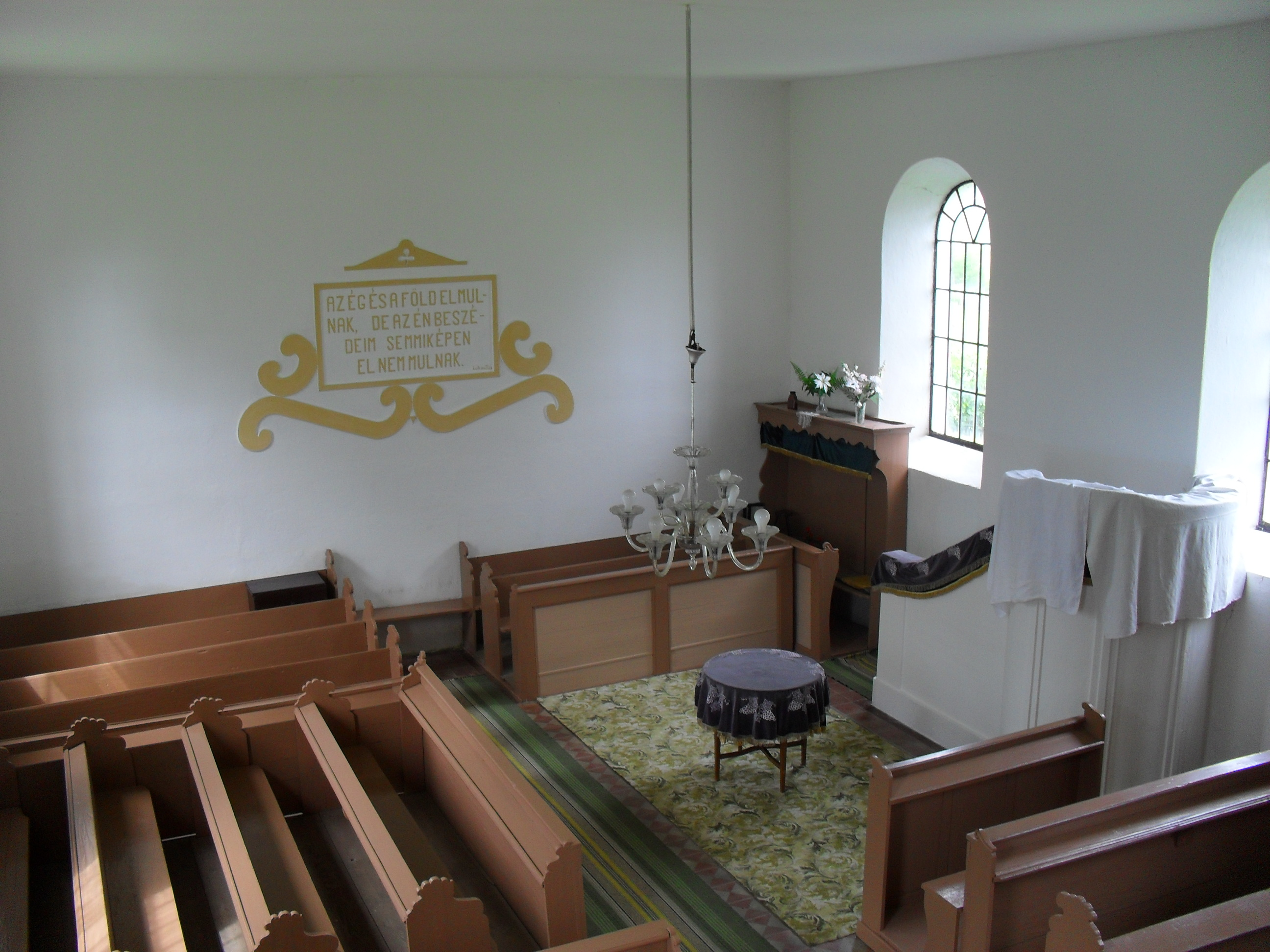
A református templomban
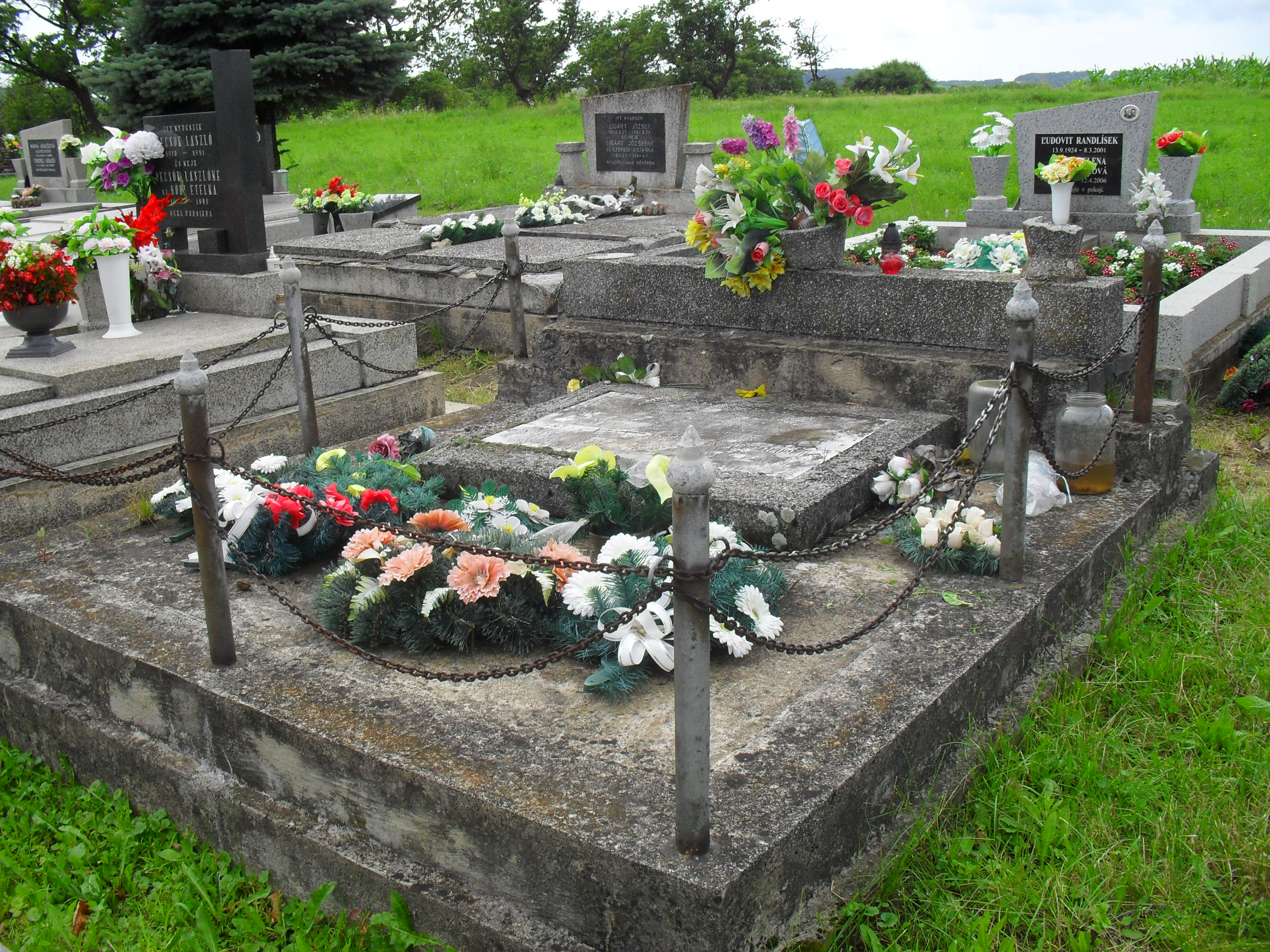
Világháborús emlékmű a temetőben

## Külső hivatkozások
- Községinfó
- E-obce.sk Archiválva 2007. december 8-i dátummal a Wayback Machine-ben